# Goezeputstraat
De Goezeputstraat is een straat in Brugge.

## Beschrijving

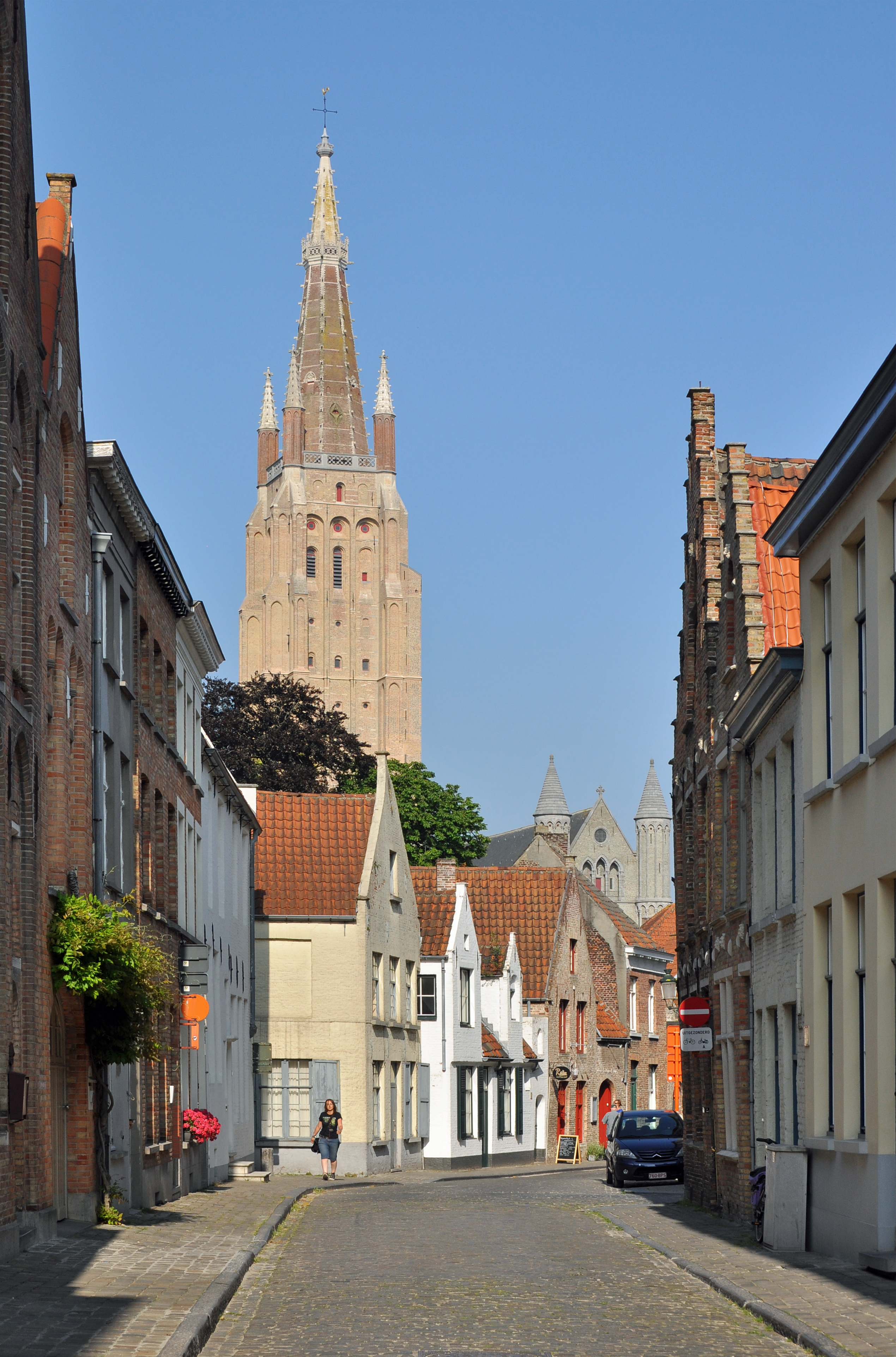
De Goezeputstraat, gezien vanuit de Westmeers.

De Goezeputstraat loopt van de Heilige-Geeststraat naar de Westmeers.
Oorspronkelijk heette de straat Vuldersstraat bi Sint-Salvators, om ze te onderscheiden van de Vuldersstraat bij de Langestraat. Wat verderop was er de Korte Vuldersstraat, die nog steeds die naam draagt.
Vanaf circa 1400 kwam er beweging in de benaming. Het deel tussen Westmeers en Oostmeers heette toen Ten Goesepitte of Goesepitstrate. Het deel tussen de Oostmeers en de Heilige-Geeststraat (die toen Grote Heilige-Geeststraat heette) werd Lange Heilige-Geeststraat genoemd. Er was dan ook nog een Kleine Heilige-Geeststraat. Al die namen verwezen naar het Heilig-Geesthospitaal dat zich aldaar bevond. 'Des guten zuviel' wellicht om er zich nog te kunnen in terug vinden. Men kwam er dan ook gaandeweg toe de naam 'Ten Goesepitte' aan de ganse straat te geven. Dat was al van minstens 1556 het geval.
Ten Goesenpitte lijkt een plaatsnaam geweest te zijn. Jos De Smet ziet er een huisnaam in, Adolf Duclos een laag gelegen stuk land of put. Zekerheid is er niet.
In de Franse tijd dacht men in de naam een 'goose' of 'gans' te ontwaren en vertaalde men als Rue Puits aux Oies. Het werd nadien weer, tot op vandaag, Goezeputstraat (van 1884 tot 1936 Goezenputstraat).